# Slasne
Slasne (ukrainisch und russisch Злазне; polnisch Złazno) ist ein ukrainisches Dorf in der Oblast Riwne. Es liegt im Rajon Kostopil, etwa 17 Kilometer nordwestlich der ehemaligen Rajonshauptstadt Kostopil und 35 Kilometer nördlich der Oblasthauptstadt Riwne am linken Ufer der Horyn.
Durch das Dorf verläuft die Territorialstraße T–18–17. Zum auf dem gegenüberliegenden Ufer der Horyn liegenden Dorf Basaltowe führt eine Brücke. 
Das Dorf wurde 1577 zum ersten Mal schriftlich erwähnt und gehörte bis zur dritten polnischen Teilung zur Adelsrepublik Polen (in der Woiwodschaft Wolhynien), kam dann zum Russischen Reich, wo es im Gouvernement Wolhynien lag. 1921 fiel es an Polen und kam zur Woiwodschaft Wolhynien in den Powiat Kostopol, Gmina Deraźne. Nach dem Beginn des Zweiten Weltkrieges besetzte die Sowjetunion das Gebiet und machte den Ort im Januar 1940 zum Hauptort des gleichnamigen Rajons Slasne, das Rajonszentrum wurde aber im gleichen Jahr nach Deraschne verlegt und Slasne verblieb ein einfaches Dorf. Nach dem Überfall Deutschlands auf die Sowjetunion im Juni 1941 kam der Ort bis 1944 unter deutsche Herrschaft (eingegliedert in das Reichskommissariat Ukraine), wurde aber nach dem Krieg wieder von der Sowjetunion annektiert und der Ukrainischen SSR zugeschlagen. Seit dem Zerfall der Sowjetunion 1991 ist es ein Teil der unabhängigen Ukraine.

## Verwaltungsgliederung
Am 12. Juni 2020 wurde das Dorf ein Teil neu gegründeten Landgemeinde Holowyn; bis dahin bildete es zusammen mit den Dörfern Peretoky (Перетоки) und Wyhin (Вигін) die Landratsgemeinde Slasne (Злазненська сільська рада/Slasnenska silska rada) im Zentrum des im Rajons Kostopil.
Am 17. Juli 2020 wurde der Ort ein Teil des Rajons Riwne.